# Таларомицес светло-жёлтый
Таларо́мицес све́тло-жёлтый (лат. Talarómyces flávus) — вид грибов-аскомицетов, относящийся к роду Таларомицес (Talaromyces). Бесполую стадию ранее включали в состав рода Пеницилл (Penicillium) как Penicíllium vermiculátum (пеници́лл червеобра́зный).

## Описание
Колонии на агаре Чапека ограниченно-растущие, беловатые, кремовые, жёлтые, красноватые. Экссудат светлый, иногда пигментированный. Реверс жёлтый или красноватый. Клейстотеции обычно многочисленные. Запах сильный, грибной.
Колонии на CYA на 7-е сутки около 1 см в диаметре, слабо-растущие, с белым и ярко-жёлтым мицелием, обычно без конидиального спороношения. Экссудат отсутствует, в среду выделяется жёлтый водорастворимый пигмент. Реверс колоний коричнево-оранжевый до светло-жёлтого.
На агаре с солодовым экстрактом (MEA) колонии с белым, жёлтым и красным мицелием. Образуются жёлтые клейстотеции, более обильные при 30 °C. Конидиальное спороношение обычно отсутствует. Экссудат и растворимый пигмент не образуются. Реверс колоний серовато-оранжевый.
На агаре с дрожжевым экстрактом и сахарозой (YES) колонии с белым, жёлтым и красным мицелием, с оранжевым до красновато-жёлтого реверсом.
Клейстотеции ярко-жёлтые, шаровидные, мягкие, 150—450 мкм в диаметре. Аски 9,5—13,5 × 8—11,5 мкм. Аскоспоры широкоэллипсоидальные, шиповатые, 4—5,5 × 3—3,5 мкм.
Конидиальное спороношение обычно не выражено вовсе. Конидиеносцы — одноярусные кисточки 15—20 мкм длиной и 1,9—2 мкм толщиной, гладкостенные. Фиалиды игловидные, по 1—3 в пучке, 11—12 × 2—2,5 мкм. Конидии эллипсоидальные, гладкостенные, 2—3 × 1,5—2,5 мкм.

### Отличия от близких видов
Определяется по насыщенно-жёлтым клейстотециям с шиповатыми эллипсоидальными аскоспорами. Конидиальное спороношение часто отсутствует, либо же представлено одноярусными кисточками. От Talaromyces macrosporus, Talaromyces muroii и Talaromyces liani отличается слабым ростом на CYA. От Talaromyces tratensis, Talaromyces convolutus и Talaromyces austrocalifornicus отличается более крупными аскоспорами.

## Экология и значение
Широко распространённый вид, встречающийся преимущественно в почве.

## Таксономия
Talaromyces flavus (Klöcker) Stolk & Samson, Stud. Mycol. 2: 10 (1972). — Gymnoascus flavus Klöckerbasionym, Hedwigia 41: 80 (1902). — Talaromyces vermiculatus (P.A.Dang.) C.R.Benj.typus, Mycologia 47: 684 (1955). — Penicillium vermiculatum P.A.Dang., Le Botaniste 10: 123 (1907).

### Синонимы
- Arachniotus indicus Chattopadh. & C.Das Gupta, 1959
- Arachniotus indicus var. major Chattopadh. & C.Das Gupta, 1959
- Eupenicillium vermiculatum (P.A.Dang.) C.Ram & A.Ram, 1972
- Gymnoascus flavus Klöcker, 1902
- Penicillium dangeardii Pitt, 1980
- Penicillium vermiculatum P.A.Dang., 1907
- Talaromyces vermiculatus (P.A.Dang.) C.R.Benj., 1955